# 유인 (조양후)
유인(劉仁, ? ~ ?)은 전한 후기의 제후로, 평간경왕의 아들이다.

## 행적
오봉 원년(기원전 57년), 조양후(祚陽侯)에 봉해지고 식읍 910호를 받았다.
초원 5년(기원전 44년), 부역과 조세를 함부로 거둔 죄로 관내후로 강등되었다.

## 출전
- 반고, 《한서》 권15하 왕자후표 下

| 선대 (첫 봉건) | 전한의 조양후 기원전 57년 4월 을미일 ~ 기원전 44년 | 후대 (봉국 폐지) |